# Anke Konrad
Anke Konrad (* 16. Juni 1966 in Süderholz) ist eine deutsche Diplomatin. Sie ist seit September 2022 Botschafterin der Bundesrepublik Deutschland in Serbien.

## Werdegang
Nach der Erlangung der allgemeinen Hochschulreife studierte Konrad ab 1985 in Moskau russische Sprache und Literatur. Das Studium schloss sie 1990 mit dem Titel Diplomslawistin ab und arbeitete anschließend bis 1992 an der Universität Greifswald als wissenschaftliche Mitarbeiterin.
1993 trat Konrad in den Auswärtigen Dienst ein. Nach Abschluss der Diplomatenausbildung führten erste Auslandseinsätze sie an die Botschaften Warschau (1995–1999), Lusaka (2002–2004) und Abidjan (2004–2006), wobei sie in Lusaka und Abidjan als stellvertretende Leiterin der Botschaft fungierte.
Im Jahr 2006 wechselte sie an die Ständige Vertretung bei den internationalen Organisationen in Genf und übernahm 2010 eine Aufgabe als stellvertretende Referatsleiterin im Auswärtigen Amt. Die Jahre 2014 bis 2018 verbrachte Konrad erneut an der Botschaft Warschau. Es folgte eine Verwendung als Referatsleiterin für den Südkaukasus und Zentralasien im Auswärtigen Amt, bevor sie im Sommer 2022 als Botschafterin nach Serbien entsandt wurde, wo sie Thomas Schieb als Leiterin der Botschaft Belgrad ablöste. Am 26. September 2022 überreichte sie dem Präsidenten der Republik Serbien, Aleksandar Vučić, ihr Beglaubigungsschreiben.
Konrad ist verheiratet und hat drei Kinder.